# Eduardo Iturralde González
Eduardo Jesús Iturralde González (Bilbao, 20 de febrero de 1967) es un exárbitro de fútbol español de la Primera División de España  y pertenece al Comité de Árbitros del País Vasco. 

## Trayectoria
Comenzó a arbitrar en 1982. Consiguió el ascenso a Primera División de España en 1995. Su debut se produjo el 3 de septiembre de 1995 en un Real Club Deportivo Espanyol de Barcelona contra la Unión Deportiva Salamanca (3-1).
Ha participado en Mundiales y Europeos de categorías inferiores, ha dirigido encuentros de Champions League, UEFA e Intertoto, arbitró una final de Copa del Rey y varios clásicos Real Madrid Club de Fútbol-Fútbol Club Barcelona.
El 23 de marzo de 2012, anuncia su retirada oficial del arbitraje tras producirse unas desavenencias con el Comité Técnico de Árbitros, aunque ya estaba prevista su retirada a final de dicha temporada. El último encuentro que dirigió fue el Real Betis Balompié-Real Madrid Club de Fútbol (2-3) el 10 de marzo de 2012, el cual no pudo terminar por una lesión, retirándose al final del primer tiempo y siendo sustituido por el cuarto árbitro Gorka Sagués Oscoz, colegiado de Segunda División B.
Es el árbitro que más partidos ha dirigido en Primera División. También se lleva otros dos récords: ser el colegiado que más tarjetas amarillas ha mostrado, 1647, y más penaltis ha señalado, 104. Además, es el tercer árbitro que más tarjetas rojas ha mostrado en la historia de la Liga española, con un total de 118 expulsiones.
Fue el encargado de dirigir tres partidos de Supercopa de España. Dirigió el partido de vuelta de la Supercopa de España de 2001 entre el Real Madrid Club de Fútbol y el Real Zaragoza (3-0). Un año después sería el encargado de arbitrar el partido de vuelta de la Supercopa de España de 2002 entre el Valencia Club de Fútbol y el Real Club Deportivo de la Coruña (0-1) y el 24 de agosto de 2008 dirigió el partido de vuelta de la Supercopa de España de 2008 entre el Real Madrid Club de Fútbol y el Valencia Club de Fútbol (4-2).
Desde agosto de 2016 es el comentarista arbitral de Carrusel Deportivo de la Cadena SER.

## Premios
- Silbato de Oro de Primera División (1): 2002.
- Trofeo Guruceta (1): 2002.